# Horacio Vásquez

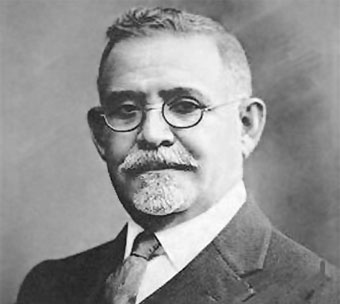
Horacio Vásquez

Horacio Vásquez Lajara (* 22. Oktober 1860 in Moca; † 25. März 1936 in Santiago de los Caballeros) war ein dominikanischer Politiker und dreimaliger Präsident der Dominikanischen Republik.

## Biografie

### Präsidentschaften 1899 und 1902 bis 1903
Vásquez absolvierte eine militärische Ausbildung, in der er bis zum General aufstieg. Er wurde erstmals am 1. September 1899 als Nachfolger von Juan Wanceslao Figuereo Präsident der Dominikanischen Republik. Allerdings übergab er dieses Amt bereits zweieinhalb Monate später am 19. November 1899 an Juan Isidro Jiménez. Unter Jiménez war er Vizepräsident.
Diesem folgte er dann am 2. Mai 1902 durch einen von seinem Cousin Ramón Cáceres, der bereits Diktator Ulises Heureaux erschossen hatte, geführten Putsch und war bis zum 23. März 1903 zum zweiten Mal Präsident. Am 27. April 1903 begab er sich ins Exil nach Kuba. Die Republik wurde durch den Putsch in zwei feindliche Lager gespalten: in Horacista und Jiminista. Dies ermöglichte es den alten Heureaux-Anhängern im Jahr 1903, nach blutigem Kampf General Alejandro Woss y Gil als Herrscher zu etablieren. Kurz darauf, im Oktober 1903 gelang es den Jiminista, Carlos Felipe Morales durch einen Umsturz auf den Präsidentenstuhl zu setzen. Daraufhin sagte Vásquez als Oppositionsführer den im Lande weilenden Mitgliedern des US Bureau of Navigation zu, den Vereinigten Staaten von Amerika eine Kohlestation in der Bucht von Samaná zu überlassen, sobald er und die Horacista die Macht gewonnen hätten.
1912 war er Vorsitzender einer Revolutionären Bewegung gegen Präsident Eladio Victoria und dem erst 27-jährigen Kriegsminister Alfredo Victoria, dem Neffen des Präsidenten.

### Präsidentschaft 1924 bis 1930
Nach dem Ende der US-amerikanischen Besatzung von 1916 bis 1924 wurde er am 12. Juni 1924 als Nachfolger von Juan Bautista Vicini Burgos zum dritten Mal Präsident und übte dieses Amt diesmal fast sechs Jahre bis zum 2. März 1930 aus. Bei der Wahl setzte er sich gegen Francisco Peynado mit großer Mehrheit durch. Zugleich konnte seine Allianzpartei (Partido Allianza) in beiden Kammern des Nationalkongresses, dem Senat (Senado) und der Deputiertenkammer (Camara de Diputados), jeweils breite Mehrheiten erzielen.
Zunächst setzte er im Wesentlichen die von den USA begonnenen Programme fort, begann aber bald auch mit eigenen Regierungsprojekten, wobei ein großer Stellenwert auf die Achtung der bürgerlichen Freiheitsrechte gelegt wurde. Damit war er der erste Präsident der Republik, der zwar einerseits die öffentliche Ordnung aufrechterhielt, andererseits aber die Grundrechte beachtete. Dies war insbesondere vor dem Hintergrund der militärischen Besatzung durch die United States Army mit deren Zensur, Militärgerichten, Straßenpatrouillen, Gewaltakten und Folterung von Verdächtigen, die gegen die Besatzungsmacht eintraten.
Wirtschaftlich begann eine Ausdehnung der landwirtschaftlichen Nutzflächen zur Erhöhung der Nahrungsmittelproduktion, die im Wesentlichen aus Reis, Mais, Kidney-Bohnen, Zwiebeln, Knoblauch und Fleisch bestand, während das Land bisher überwiegend bewaldet war. Zu Beginn seiner Präsidentschaft benötigte er Gelder für die Ingangsetzung dieser Projekte. Aus diesem Grund war er veranlasst, einen Kredit von 25 Millionen US-Dollar von den USA zu erbeten, um eine Haushaltskonsolidierung zu erreichen und von den Vorgängerregierungen aufgenommene Schulden abzubauen. In den ersten beiden Regierungsjahren kamen die Bauprojekte wegen der internen Haushaltsprobleme und der Zölle daher nur langsam voran. Es kam jedoch 1924 zu Verhandlungen zwischen der dominikanischen und der US-amerikanischen Regierungen, die zu einer geringen Verbesserung zu der 1907 erfolgten Kreditaufnahme führte. Allerdings behielt die USA einen Teil der Zolleinnahmen. Die für 18 Jahre abgeschlossenen Verträge banden das Finanzsystem der Dominikanischen Republik jedoch wieder langfristig an die bisherige Besatzungsmacht. Dieser Vertrag wurde daher massiv von der Progressiven Partei (Partido Progresista) unter dem Vorsitz des amtierenden Vizepräsidenten Federico Velásquez angegriffen. Entgegen aller oppositioneller Kritik kam es zum Abschluss dieses Vertrages mit den USA am 27. Dezember 1924 und zur endgültigen Ratifikation Ende April 1925. Nach Genehmigung durch den Nationalkongress (Congreso Nacional) kam es 1926 zu einer weiteren Anleihe, mit der der Bau des Aquadukts von Santo Domingo ermöglicht wurde. Dadurch begann die Neugestaltung der Hauptstadt, die zum Teil schon unter der US-amerikanischen Besatzung begann.
1929 kam es zu einem erheblichen Machtverlust der Regierung Vásquez, der bedingt durch zahlreiche Angriffe seiner Gegner war. Die Ursache für die Proteste lagen in der Unzufriedenheit bei der Beteiligung an Regierungsentscheidungen. Der Wahlkampf zur Präsidentenwahl war geprägt durch die Rivalitäten zwischen Vásquez und den Gegenkandidaten wie José Dolores Alfonseca und Rafael Leónidas Trujillo Molina. Trotz dieser Probleme setzte die Regierung die öffentlichen Bauprogramme sowie die Kolonisierung und landwirtschaftliche Entwicklung fort. Aufgrund des wegen der Kredite vorhandenen Geldes kam es jedoch auch zu Korruptionsvorwürfen gegenüber der Regierung und zu einer Spaltung der Presse und Tageszeitungen in regierungsloyale und regierungsgegnerische Lager. Während die Zeitung „Listín Diario“ die Maßnahmen der Regierung verteidigte, gab es insbesondere in den in Santiago de los Caballeros erscheinenden Tageszeitungen „La Opinión“ und „La Información“ regierungsfeindliche Artikel. Die Wahlkampagne und die Spaltung der Nationalpartei (Partido Nacional) führten zu einer Schwächung der Regierung, da die Nationalpartei ebenso wie die Progressive Partei unter Vizepräsident Velásquez einflussreiche Regierungsämter innehatte. Hinzu kam, dass Vásquez während des Wahlkampfes erkrankte und sich in Baltimore im Johns Hopkins Hospital einem chirurgischen Eingriff unterziehen musste, der zur Entfernung einer Niere führte.
Als Vásquez nach der Operation zurückkehrte, hatte General Trujillo Molina bereits einen großen Einfluss. Diesen begründete er neben seinem Rückhalt auf Nationalpolizei und Armee auch auf sein Vermögen, von dem es hieß, dass er dieses illegal durch Raub erworben hätte. Am 18. Februar 1930 kam es schließlich zu einem Staatsstreich, in dem Trujillo Präsident Vásquez zum Rücktritt auffordert, den dieser am 2. März 1930 erklärt, und statt seiner zunächst Rafael Estrella Ureña als Präsident einsetzte, ehe er schließlich selbst am 18. August 1930 das Amt des Staatspräsidenten übernahm.